# Cheo Feliciano
José Luis Feliciano Vega, bardziej znany jako Cheo Feliciano (ur. 3 lipca 1935 w Ponce, zm. 17 kwietnia 2014 w San Juan) – portorykański kompozytor i piosenkarz, wykonujący muzykę salsa i bolero. Do jego największych przebojów należą: El Ratón (wspólnie z Joe Cuba Sextet), (1964), Anacaona, Mi triste problema (1971), Amada Mía (1980),Sobre Una Tumba Humilde (1980),Por Si Te Vuelvo a Ver (1987), Mentira (1991). Zginął w wypadku samochodowym w wieku 78 lat.

## Życiorys
José Luis Feliciano Vega urodził się w Ponce w Portoryko w bardzo ubogiej rodzinie. Jego ojciec był stolarzem, a matka gospodynią domową. Dom, w którym dorastał znajdował się w skromnej, aczkolwiek bardzo muzykalnej okolicy. Wszystko co działo się wokół było w jakiś sposób związane z muzyką. Mając 7–8 lat José założył swoją pierwszą grupę muzyczną. Nazwał ją El Combo Las Latas. Nazwa nawiązywała do przedmiotów, z których były wykonane instrumenty muzyczne, których używali jej członkowie (hiszp.: combo – grupa, szajka; latas – puszki). Zarówno struny do „gitar”, jak i bębny mające przypominać kongi były wykonane z puszek. To wystarczyło jednak, aby w bardzo wczesnym wieku ćwiczyć śpiew, poznać zasadę działania instrumentów perkusyjnych, znaleźć poczucie melodii.
Pierwszą grupą muzyczną, która go zainspirowała do tego, aby zostać muzykiem była meksykańska Trío Los Panchos – grająca bolero i specjalizująca się w romantycznych balladach. Młody chłopak zapragnął zostać perkusistą – nie przypuszczał, że w przyszłości będzie sławnym wokalistą. Umiłowanie perkusji miało prawdopodobnie związek z pochodzeniem – jego przodkowie pochodzili z Afryki, a Afrykanie słyną ze znakomitego poczucia rytmu.
W 1952 roku razem z rodzicami wyemigrował do Stanów Zjednoczonych. Rodzina zamieszkała w Hiszpańskim Harlemie – dzielnicy położonej w północnej części nowojorskiego Manhattanu. W Nowym Jorku José znalazł pierwszą pracę jako zawodowy muzyk – w orkiestrze Tito Rodrígueza.
5 października 1957 zawarł związek małżeński z portorykańską tancerką Socorro „Coco” Prieto Leon. Tej samej nocy zadebiutował na scenie jako wokalista, występując z grupą muzyczną Joe Cuba Sextet. Dziesięć lat później opuścił zespół i rozpoczął współpracę z Eddim Palmieri, biorąc udział w nagraniu jego albumu „Champagne”. Wkrótce jednak wycofał się z życia muzycznego. Przyczyną było uzależnienie od heroiny. Powrócił do rodzinnego Portoryko, gdzie brał udział w terapii uzależnień w specjalnie do tego przystosowanym ośrodku. Po wyjściu z nałogu w 1972 roku dołączył do zespołu muzycznego Fania All-Stars – jednej z najsłynniejszych grup muzycznych grających salsę. Rok wcześniej nagrał album solowy Cheo, uznawany za jeden z najlepszych w jego karierze. Pochodzi z niego m.in. utwór Mi Triste Problema, który był bardzo często grany w nowojorskich rozgłośniach radiowych oraz osiągnął duży sukces w Portoryko, zajmując na tamtejszej liście przebojów miejsce w pierwszej piątce. Album ten był pierwszym, w którego powstaniu obok Cheo (tak był już wówczas nazywany) brał udział Tite Curet Alonso (1926–2003) – jeden z największych kompozytorów muzyki salsa, który w ciągu swojej kariery skomponował ponad 2 tys. utworów. Współpraca obu artystów trwała aż do 1988 roku. W 1973 roku wydany został kolejny ciepło przyjęty album Cheo – La Voz Sensual de Cheo, nagrany w Buenos Aires. W jego orkiestracji brał udział Argentyńczyk Jorge Calandrelli, słynący z zamiłowania do bolera i tanga.
W 1984 roku założył w Portoryko własną wytwórnię płytową – Coche label.
20 czerwca 2008 roku dał jubileuszowy koncert w WaMu Theater w Madison Square Garden świętując 50-lecie pracy artystycznej. Na scenie wystąpiły wówczas także inne gwiazdy salsy: Eddie Palmieri, Ismael Miranda, Roberto Roena, Bobby Valentín, Papo Lucca, Johnny Pacheco oraz perkusista Jimmy Sabater.
Zginął w wypadku samochodowym 17 kwietnia 2014 roku. Około godz. 4:00 nad ranem zielony jaguar, którym kierował, uderzył w betonowy słup oświetleniowy znajdujący się w niewielkiej odległości od domu, w który mieszkał. Artysta nie miał zapiętego pasa bezpieczeństwa.
W związku z podobieństwem nazwisk i wykonywanego zawodu niektóre agencje prasowe błędnie podały informację o śmierci innego portorykańskiego artysty – mającego wówczas 68 lat José Feliciano, znanego m.in. z przebojów „Che Sara” oraz „Feliz Navidad”.
Nabożeństwo żałobne w intencji Cheo Feliciano odbyło się 20 kwietnia 2014 roku w Roberto Clemente Coliseum w San Juan. Wzięło w nim udział tysiące ludzi, którzy przybyli w tym celu ze wszystkich zakątków wyspy. Wielu artystów oddało hołd legendarnemu twórcy salsy, wykonując okolicznościowe utwory muzyczne oraz pełniąc wartę przy trumnie. W ostatniej drodze towarzyszyli między innymi: Danny Rivera, José Nogueras, Gilberto Santa Rosa, Rubén Blades, Víctor Manuelle, Andy Montañez, Tito Nieves. Byli obecni również członkowie grupy muzycznej Fania All-Stars, w której występował Cheo Feliciano. Następnego dnia szczątki artysty zostały przetransportowane do miasta Ponce, w którym się urodził. Uroczystości państwowe związane z ostatnią drogą Feliciano odbyły się pod przewodnictwem gubernatora Portoryko Alejandry Garcíi Padilli oraz burmistrza Ponce Maríi „Mayity” Meléndez w Ponce Convention Center. Następnie na cmentarzu La Piedad została odprawiona kameralna, zamknięta uroczystość żałobna dla rodziny i najbliższych przyjaciół. Bramy cmentarza otworzono dopiero po jej zakończeniu.

## Życie osobiste
Jego żoną była portorykańska tancerka Socorro „Coco” Prieto Leon, z którą miał czterech synów. Swojej żonie zadedykował album płytowy Motivos z 1993 roku.

### Problemy zdrowotne
W czerwcu 2013 roku pojawiła się informacja, że Feliciano ma nowotwór wątroby i w związku z tym jest poddawany chemioterapii. Lekarze zdiagnozowali chorobę w trakcie leczenia zwichniętego ramienia. W lutym 2014 roku poinformowano, że Feliciano wygrał walkę z rakiem.

## Upamiętnienie
Mając na uwadze tragiczny wypadek, w wyniku którego zginął jeden z największych i najbardziej znanych portorykańskich artystów, Gubernator Portoryko ogłosił trzydniową żałobę narodową. Trzydniową żałobę narodową w związku ze śmiercią Ojca salsy Cheo Feliciano (hiszp. Padre de la Salsa Cheo Feliciano) ogłosił również Curaçao – autonomiczny kraj wchodzący w skład Królestwa Niderlandów.
Informację o śmierci podały główne portale internetowe, stacje radiowe i telewizyjne w Peru i Panamie. Wyemitowano również programy telewizyjne poświęcone wizycie Cheo Feliciano w tych państwach.

## Odznaczenia
Dekretem nr 65 z 28 lutego 2014 roku prezydent Panamy Ricardo Martinelli uhonorował „Cheo” Feliciano Vegę Orderem Vasco Núñeza de Balboa w stopniu Wielkiego Oficera.

## Fotogaleria

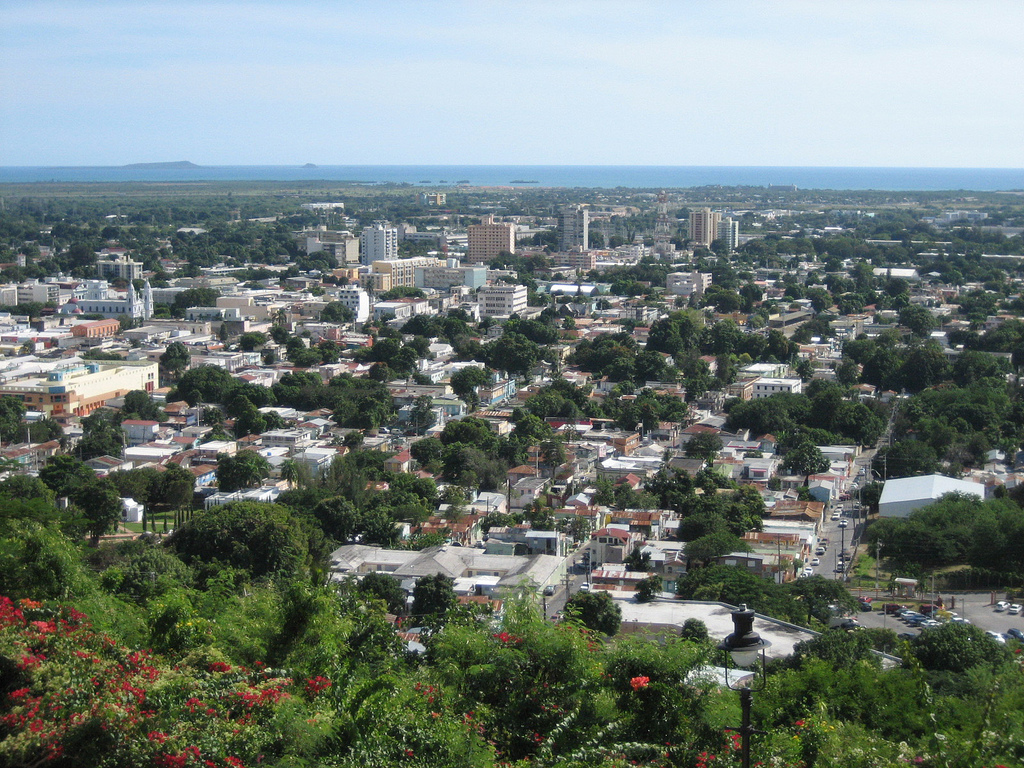
Cheo Feliciano urodził się w Ponce, mieście na południu Portoryko. Na zdjęciu: Ponce z lotu ptaka.
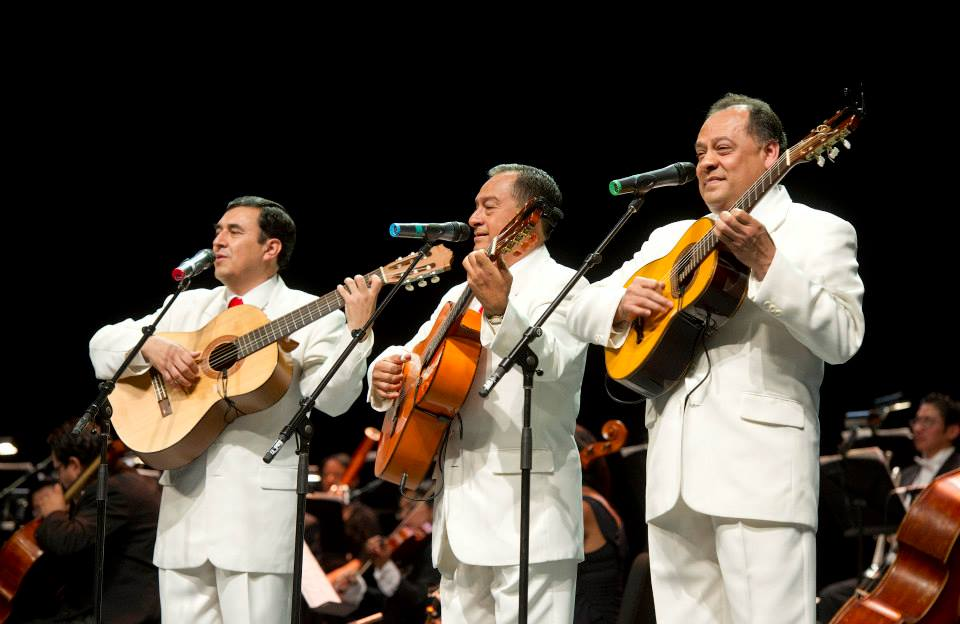
Pierwszą grupą muzyczną, która go zainspirowała do tego, aby zostać muzykiem była meksykańska Los Panchos – grająca bolero i specjalizująca się w romantycznych balladach. Na zdjęciu: meksykańskie trio podczas występu w stołecznym Auditorio Nacional w 2012 roku.
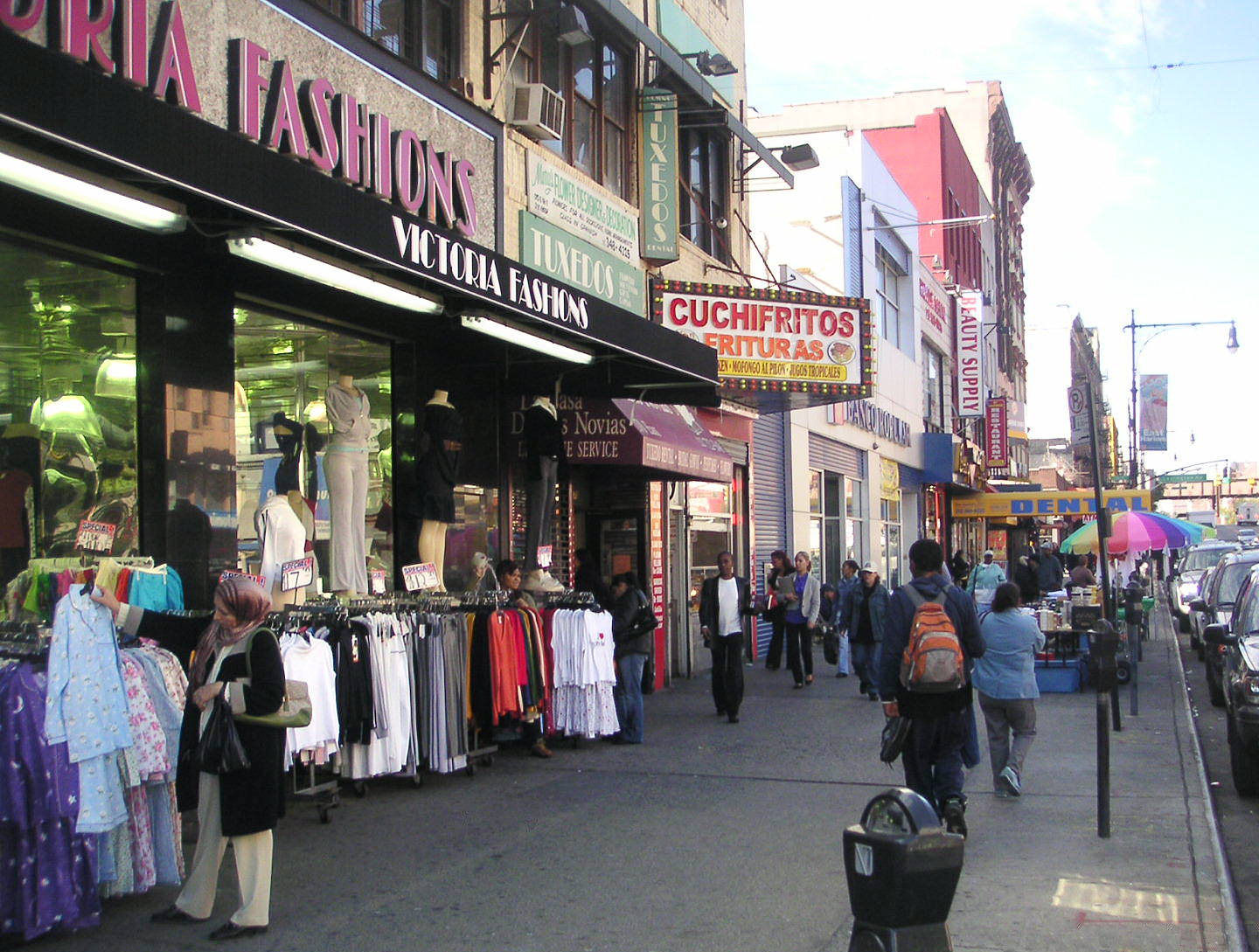
W 1952 roku Chaeo Feliciano, razem z rodzicami, wyemigrował do Stanów Zjednoczonych. Rodzina zamieszkała w Hiszpańskim Harlemie – dzielnicy położonej w północnej części nowojorskiego Manhattanu. W Nowym Jorku znalazł pierwszą pracę jako zawodowy muzyk – w orkiestrze Tito Rodrígueza. Na zdjęciu: sklepy na Hiszpańskim Harlemie (Nowy Jork) w 2007 r.
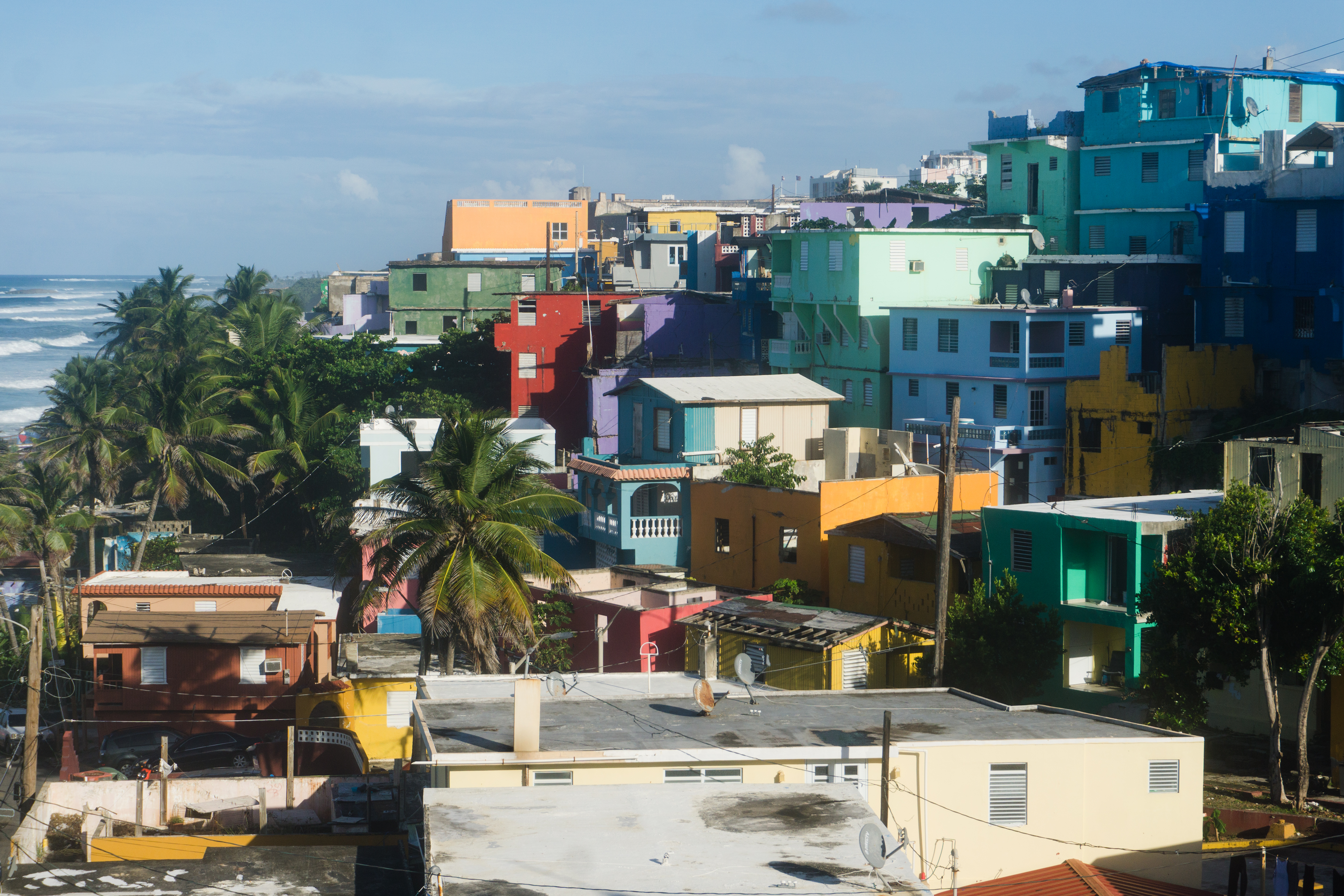
Cheo Feliciano przez ostatnie lata życia mieszkał w San Juan. Tam też, 17 kwietnia 2014 roku, zginął w wypadku samochodowym. Na zdjęciu: przyoceaniczna dzielnica San Juan.

## Dyskografia

### Albumy nagrane wspólnie z Joe Cuba
- 1962: Steppin' Out[34]
- 1965: Comin' at you
- 1965: Diggin' The Most
- 1965: We Must Be Doing Something Right
- 1965: El orgullo del barrio[35]
- 1966: Wanted Dead Or Alive

### Płyty solowe[36]
- 1971: Cheo
- 1972: La Voz Sensual de Cheo
- 1973: With a Little Help From My Friend
- 1973: Felicidades
- 1974: Looking For Love (Buscando Amor)
- 1976: The Singer
- 1977: Mi Tierra y Yo
- 1979: Estampas
- 1980: Sentimiento, Tú...
- 1982: Profundo
- 1985: Regresa el Amor
- 1987: Sabor y Sentimiento
- 1987: Te Regalo Mi Sabor Criollo
- 1988: Como Tú lo Pediste
- 1990: Los Feelings de Cheo
- 1991: Cantando
- 1993: Motivos
- 1994: 25 Años de Sentimiento[37]
- 1996: Soñar
- 1996: Un Solo Beso
- 1997: El Eterno Enamorado
- 1998: Pinceladas Navideñas
- 1999: Una Voz... Mil Recuerdos
- 2002: En la Intimidad
- 2012: Eba Say Ajá (wspólnie z Rubénem Bladesem)[38]

### Kompilacje
- 2000: Salsa Caliente De Nu York!
- 2004: La Historia Musical de Cheo Feliciano
- 2010: Cheo Feliciano: Historia de la Salsa